# Jennifer Batten
Pour les articles homonymes, voir Batten.
Jennifer Batten, née le 29 novembre 1957 à New York, est une guitariste de rock américaine. C'est l'une des rares femmes intégrées au cercle très masculin des guitar heroes.

## Biographie
Née le 29 novembre 1957 à New York, Jennifer Batten se fait remarquer grâce à une reprise de Giant Steps de John Coltrane à la fin des années 1980. Elle joue alors dans de nombreux groupes.
En 1987, elle est choisie par Michael Jackson pour intégrer sa tournée mondiale, le Bad World Tour. Elle participe également aux deux tournées suivantes : le Dangerous World Tour (1992-1993) et le HIStory World Tour (1996-1997).
En 1996, elle participe au projet Guitar Zeus du batteur Carmine Appice, qui rassemble de nombreux guitar heroes.
En 1998, Jeff Beck l'intègre dans son groupe pour ses tournées et ses albums.
Jennifer Batten a également enregistré trois albums solo.

## Discographie
- 1992 : Above Below and Beyond (en)
- 1997 : Jennifer Batten's Tribal Rage: Momentum (en)
- 2008 : Whatever (Jennifer Batten album) (en)